# Palais des sports Molot
Pour les articles homonymes, voir Palais des sports.
Le Palais des sports Molot (en russe : Универсальный Дворец спорта «Молот») est un complexe omnisports de Perm en Russie.

## Histoire
Il a été construit en 1965 puis reconstruit en 1989.